# Neuenfeld (Lindlar)

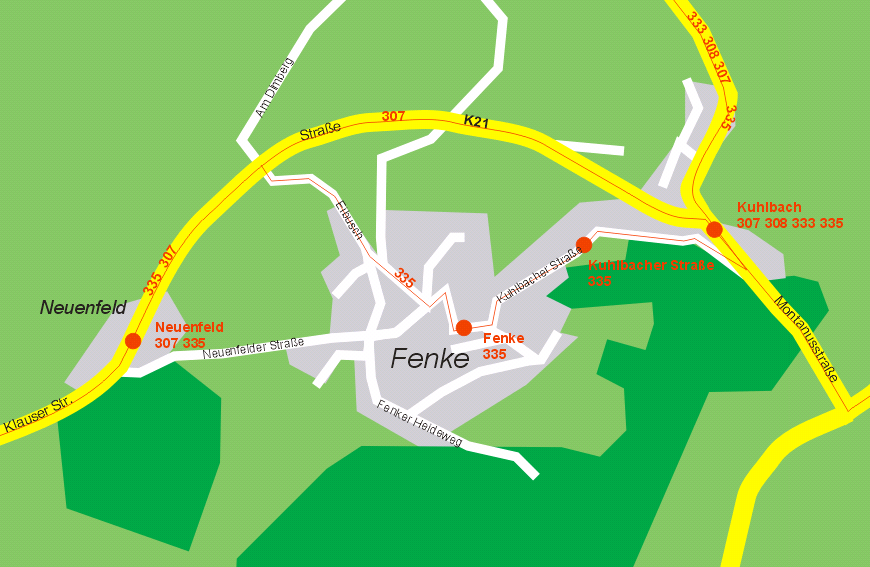
Karte von Fenke mit Neuenfeld und Kuhlbach

Die Ortschaft Neuenfeld mit etwa 120 Einwohnern ist ein Ortsteil der Gemeinde Lindlar im Oberbergischen Kreis des Regierungsbezirks Köln in Nordrhein-Westfalen (Deutschland). 

## Lage und Beschreibung
Neuenfeld liegt nordöstlich von Lindlar zwischen Lindlar und Frielingsdorf an der Kreisstraße K21.

## Busverbindungen
Neuenfeld ist durch die Buslinie 335 (OVAG) nach Frielingsdorf und Lindlar bzw. Bergisch Gladbach angebunden und durch die Linie 307 (OVAG) nach Lindlar und Frielingsdorf bzw. Gummersbach.